# A25高速公路 (義大利)
A25高速公路（義大利語：Autostrada A24），和A24高速公路合稱公園之路（義大利語：Strada dei Parchi，因穿越大薩索山和拉加山國家公園和馬耶拉國家公園而得名），是義大利一條高速公路，自托拉諾至亞得里亞海岸的佩斯卡拉止。全長114公里。
1969年9月14日起分階段通車，1970年12月14日全路完工。全段為歐洲E80公路的一部份。